# 21441 Stevencondie
21441 Stevencondie (1998 FC144) là một tiểu hành tinh vành đai chính được phát hiện ngày 29 tháng 3 năm 1998 bởi nhóm nghiên cứu tiểu hành tinh gần Trái Đất phòng thí nghiệm Lincoln ở Socorro.